# Fèlix Larrosa
Félix Larrosa i Piqué (Lérida, 25 de septiembre de 1964) es un político socialista. Es alcalde de Lérida desde junio de 2023, cargo que ya ostentó entre 2018 y 2019.

## Carrera política
Fue alcalde de Lérida (2018-2019), en sustitución de Àngel Ros, que abandonó la alcaldía para ejercer de embajador de España ante el Principado de Andorra y tras las elecciones municipales de 2023 accedió de nuevo a la presidencia de la casa consistorial ilerdense desde el 17 de junio de 2023.
Fue diputado en el Congreso de los Diputados en la ix legislatura (2008-2011).